# Lachyang
Lachyang (en népalais : लच्याङ) est un comité de développement villageois du Népal situé dans le district de Nuwakot. Au recensement de 2011, il comptait 4 480 habitants.